# Lyon (métro léger d'Ottawa)
Pour les articles homonymes, voir Lyon (homonymie).
Lyon est une station souterraine de train léger située à Ottawa, Ontario (Canada). Elle est située sur la ligne 1 du réseau O-Train.

## Emplacement
Cette station est située sous la rue Queen, près de la rue Lyon. Elle donne accès à la Cour suprême, aux Archives nationales du Canada, à l'édifice de la Confédération, à la Banque du Canada, de même qu'à plusieurs hôtels.
La station dessert l'ouest du centre-ville et de la Colline du Parlement, ainsi que le mail de la Rue Sparks.

## Aménagement

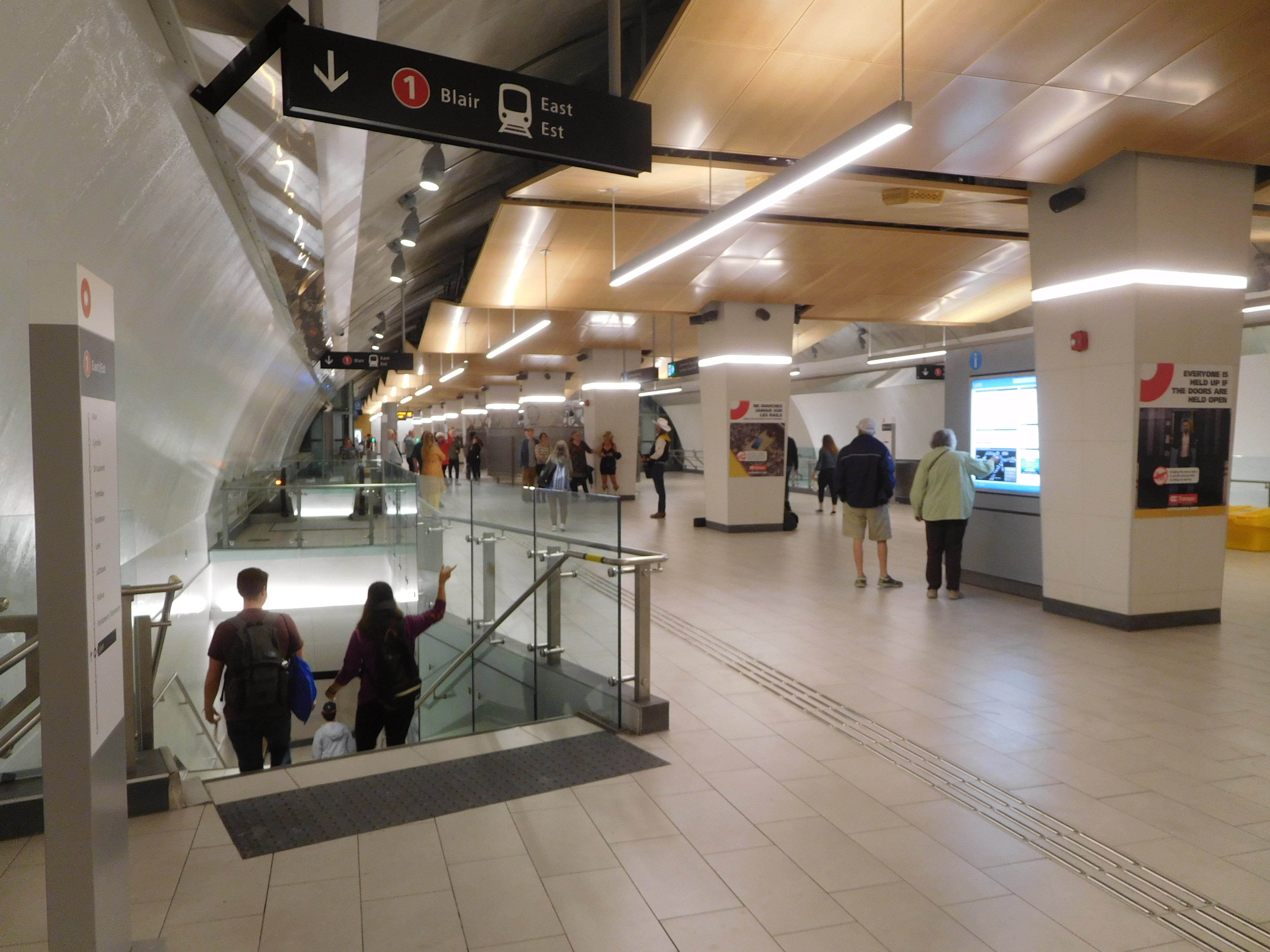
Une longue mezzanine construite au dessus des voies permet de lier le niveau des quais avec les accès.

La station est une station souterraine à quais latéraux. Les quais sont situés 17,5 m sous le niveau de la rue. La mezzanine comprend la station de contrôle, avec des tourniquets à chaque extrémité.
L'accès à la station se fait depuis l'édicule de la rue Lyon ou du complexe d'affaires Place de Ville (en), lequel intègre un accès au niveau de la rue et au sous-sol. L'accès au sous-sol permet de rejoindre la ville souterraine via Place de Ville, vers les rues Sparks, au nord, et Albert, au sud,.
La station intègre deux œuvres d'art. La première, With Words as their Actions, réalisée par le collectif PLANT Architect dirigé par Lisa Rapoport, est une sculpture de métal au niveau mezzanine. La seconde, This Image Relies on Positive Thinking de Geoff McFetridge, consiste en une série personnages peints sur les murs des édicules.

## Histoire

### Toponymie
La station est nommée Downtown West (« Centre-ville ouest ») lors de la phase de planification, jusqu'en 2013, lorsque le nom Lyon, associé à une voie à proximité, est choisi,. Le nom rappelle Robert Lyon, maire d'Ottawa en 1867 et juge à la cour du comté de Carleton en 1872.

### Chronologie
La station fait l'objet de nombreux rapports de non conformité durant sa construction. La quantité de béton utilisée et la température de coulage s'avèrent inadéquates. Le drainage s'est aussi rapidement avéré problématique : la tuyauterie a été obstruée de béton et de débris de construction.
Du 16 juillet au 14 septembre 2017, le spectacle son et lumière Kontinuum de Moment Factory est présenté dans la station encore en construction dans le cadre des célébrations du 150e anniversaire du Canada. L'événement, le plus coûteux des festivités, a attiré au moins 100 000 visiteurs.